# 真室川站
真室川站（日语：／ Mamurogawa eki */?）是位於山形縣最上郡真室川町，屬於東日本旅客鐵道（JR東日本）的奧羽本線車站。此站設有區間列車折返至新庄站。

## 歷史
在1904年，奧羽南線（現時為奧羽本線）新庄站至院內站之間開通，此站啟用。當時在新庄與院內之間除了此站外，還有釜淵站和及位站。在此站啟用時名為新町站，在1916年改為與町名相同的真室川。
- 1904年（明治37年）10月21日：鐵道作業局（後來為國鐵）新庄站至院內站之間開業，此站啟用。當時車站名為新町站（日语：／）。
- 1909年（明治42年）10月12日 - 制定路線名稱，此站成為奧羽本線車站。
- 1916年（大正5年）9月20日：車站改名為真室川站（日语：／）。
- 1986年（昭和61年）4月1日：成為簡易委託車站。
- 1987年（昭和62年）4月1日：伴隨國鐵分割民營化，車站由東日本旅客鐵道（JR東日本）營運。
- 2003年（平成15年）12月：車站大樓重建。

## 車站構造

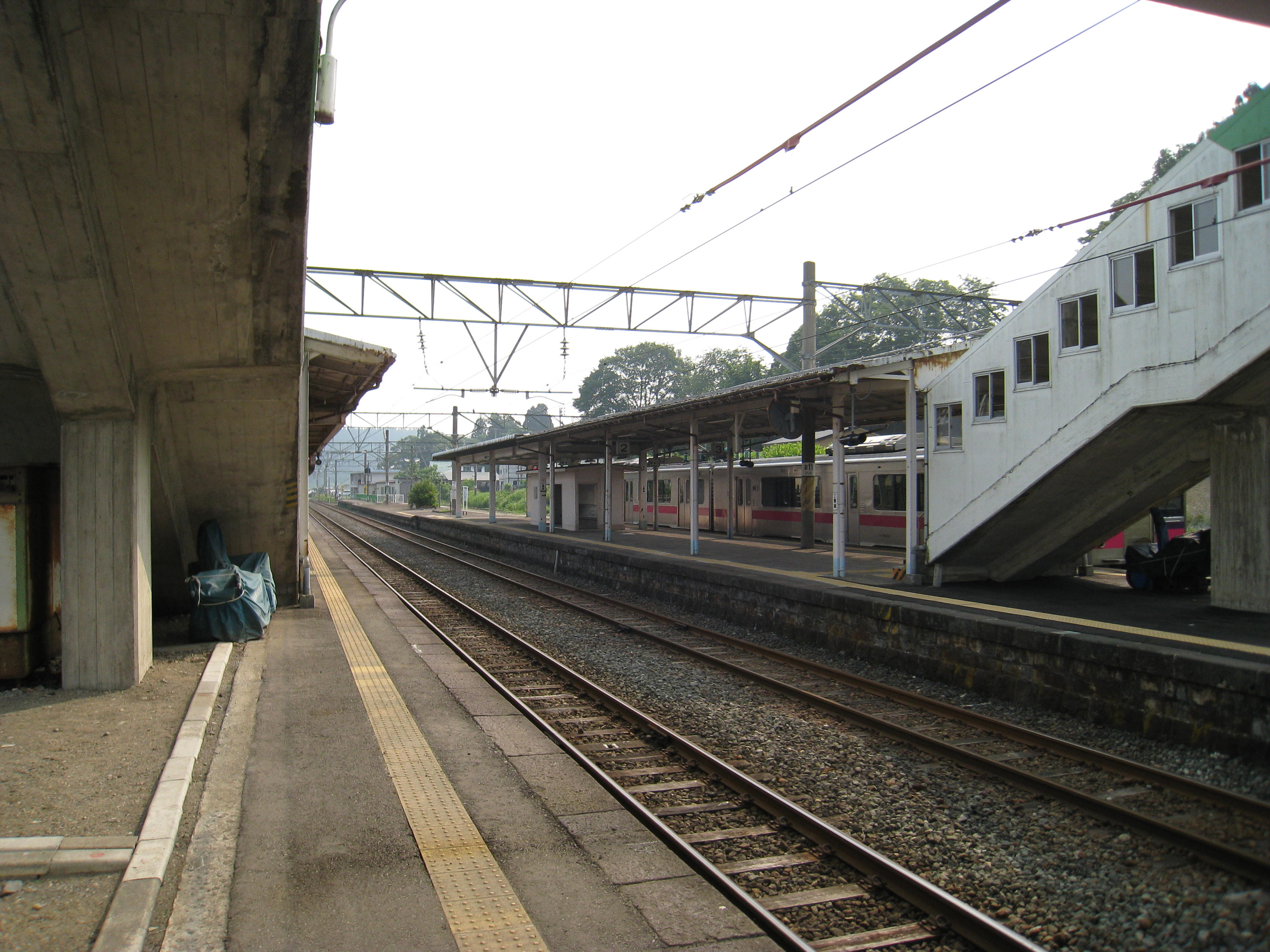
月台

車站是一座地面車站，設有2面3線的混合式月台（單式月台和島式月台）。
此站是由新庄站管理的簡易委託車站。在2003年，車站大樓啟用，大樓是一座木造二層高的建築物，屋頂鋪上了瓦磚。在車站大樓內設有候車室和名為「森之停車場」商店。該商店可購買車票（設有POS終端，委托發售）。

### 月台
| 月台 | 路線      | 上下行 | 方向     | 備註                          |
| ---- | --------- | ------ | -------- | ----------------------------- |
| 1    | ■奧羽本線 | 下行   | 秋田方向 |                               |
| 2、3 | ■奧羽本線 | 上行   | 新庄方向 | 3號月台為從此站出發的列車使用 |

## 使用狀況
根據「JR東日本」的資料，在2019年度（令和元年度）1日平均乘車人次為122人。
以下列出近年乘車人次變化：
| 年度               | 1日平均 乘車人次 | 參考資料        |
| ------------------ | ---------------- | --------------- |
| 2000年（平成12年） | 271              | [ 利用客数 2 ]  |
| 2001年（平成13年） | 270              | [ 利用客数 3 ]  |
| 2002年（平成14年） | 269              | [ 利用客数 4 ]  |
| 2003年（平成15年） | 234              | [ 利用客数 5 ]  |
| 2004年（平成16年） | 245              | [ 利用客数 6 ]  |
| 2005年（平成17年） | 223              | [ 利用客数 7 ]  |
| 2006年（平成18年） | 225              | [ 利用客数 8 ]  |
| 2007年（平成19年） | 191              | [ 利用客数 9 ]  |
| 2008年（平成20年） | 199              | [ 利用客数 10 ] |
| 2009年（平成21年） | 181              | [ 利用客数 11 ] |
| 2010年（平成22年） | 168              | [ 利用客数 12 ] |
| 2011年（平成23年） | 150              | [ 利用客数 13 ] |
| 2012年（平成24年） | 149              | [ 利用客数 14 ] |
| 2013年（平成25年） | 137              | [ 利用客数 15 ] |
| 2014年（平成26年） | 131              | [ 利用客数 16 ] |
| 2015年（平成27年） | 128              | [ 利用客数 17 ] |
| 2016年（平成28年） | 126              | [ 利用客数 18 ] |
| 2017年（平成29年） | 117              | [ 利用客数 19 ] |
| 2018年（平成30年） | 118              | [ 利用客数 20 ] |
| 2019年（令和元年） | 122              | [ 利用客数 1 ]  |

## 車站周邊
車站位於真室川町中心。在車站西邊的山形縣道35號真室川鮭川線上為町中心。在車站東邊為丘陵地帶。在車站附近設有多條河流，包括鮭川、真室川和金山川。
- 真室川公園
- 真室川町公所
- 真室川郵局
- 山形縣立新庄神室產業高等學校真室川校（日语：山形県立新庄神室産業高等学校真室川校）
- 國道344號
- 山形銀行（日语：山形銀行）真室川支店
- 莊內銀行（日语：荘内銀行）真室川分店
- 新庄警署（日语：新庄警察署）真室川駐在所

## 巴士路線
- 真室川町巴士（日语：真室川町営バス） - 循環線、及位、金山、高坂方向
- 鮭川村營巴士（日语：鮭川村営バス） - 日下方向

## 相鄰車站
東日本旅客鐵道（JR東日本）
■奧羽本線
羽前豐里－真室川－釜淵

## 注腳

### 使用狀況
1. 1 2  . 東日本旅客鉄道.   [2020-07-12]. （原始内容存档于2020-07-10） （日语）.
2. ↑  . 東日本旅客鉄道.   [2019-02-18]. （原始内容存档于2018-02-13） （日语）.
3. ↑  . 東日本旅客鉄道.   [2019-02-18]. （原始内容存档于2019-04-02） （日语）.
4. ↑  . 東日本旅客鉄道.   [2019-02-18]. （原始内容存档于2019-04-02） （日语）.
5. ↑  . 東日本旅客鉄道.   [2019-02-18]. （原始内容存档于2019-04-02） （日语）.
6. ↑  . 東日本旅客鉄道.   [2019-02-18]. （原始内容存档于2019-04-02） （日语）.
7. ↑  . 東日本旅客鉄道.   [2019-02-18]. （原始内容存档于2017-08-08） （日语）.
8. ↑  . 東日本旅客鉄道.   [2019-02-18]. （原始内容存档于2019-03-27） （日语）.
9. ↑  . 東日本旅客鉄道.   [2019-02-18]. （原始内容存档于2017-08-08） （日语）.
10. ↑  . 東日本旅客鉄道.   [2019-02-18]. （原始内容存档于2019-04-02） （日语）.
11. ↑  . 東日本旅客鉄道.   [2019-02-18]. （原始内容存档于2019-04-02） （日语）.
12. ↑  . 東日本旅客鉄道.   [2019-02-18]. （原始内容存档于2016-03-27） （日语）.
13. ↑  . 東日本旅客鉄道.   [2019-02-18]. （原始内容存档于2019-04-02） （日语）.
14. ↑  . 東日本旅客鉄道.   [2019-02-18]. （原始内容存档于2019-04-02） （日语）.
15. ↑  . 東日本旅客鉄道.   [2019-02-18]. （原始内容存档于2016-03-04） （日语）.
16. ↑  . 東日本旅客鉄道.   [2019-02-18]. （原始内容存档于2019-03-06） （日语）.
17. ↑  . 東日本旅客鉄道.   [2019-02-18]. （原始内容存档于2019-03-23） （日语）.
18. ↑  . 東日本旅客鉄道.   [2019-02-18]. （原始内容存档于2019-02-14） （日语）.
19. ↑  . 東日本旅客鉄道.   [2019-02-18]. （原始内容存档于2019-03-25） （日语）.
20. ↑  . 東日本旅客鉄道.   [2019-07-16]. （原始内容存档于2019-07-05） （日语）.

## 外部連結
- 車站資訊（真室川）：東日本旅客鐵道（日語）